# Pierre Barbéris
Pierre Barberis (n. 3 mai 1926, Paris – d. 8 mai 2014) a fost un scriitor și critic literar francez.
Cunoscut cel mai bine pentru studiile sale literare consacrate lui Balzac, dar specialist, de asemenea, și în opera lui Stendhal și Chateaubriand, demersul său, puternic influențat de marxism, se înscrie pe linia lui Georg Lukács.

## Biografie
A urmat studiile Liceului Henric al IV-lea din Paris (1942-1946), apoi pe cele ale École normale supérieure de Saint-Cloud (1946-1951). După efectuarea serviciului militar la Școala de ofițeri din Strasbourg (1951-1952), a fost profesor la Liceul Francez din Alep (1952-1954) și apoi la Liceul Franco-Libanez din Beirut (1954-1961). Trecând examenul de agregație în literatură modernă în 1960, el a fost, succesiv, asistent (1961), lector (1963), conferențiar (1967) și profesor la École normale supérieure din Saint-Cloud (1972), profesor de literatură modernă la Universitatea din Caen (1976).
În perioada 1969-1975 a fost președinte al Asociației franceze a profesorilor de limba franceză, iar în anii 1969-1971 președinte fondator al Societății de studii romantice. El a propus o abordare originală a operei lui Chateaubriand (Chateaubriand, une réaction au monde moderne, 1976). Continuând activitatea lui Georg Lukács, el acordă un loc important în studiile sale analitice relației dintre creația literară și contextul socio-politic, arătând astfel modul în care literatura romantică a putut fi, la vremea sa, „un mijloc de lectură realistă”.
El a propus, de asemenea, o reflecție asupra metodologiei în Le Prince et le marchand (1980), viu criticată de René Pommier pe care îl pusese în discuție în această carte  (aceasta din urmă analizează, de asemenea, metodologia lui Sigmund Freud, Roland Barthes și René Girard).

### Moartea
A murit pe 8 mai 2014, la vârsta de 88 de ani.

### Viața personală
A fost căsătorit cu Marie-Anne Charbonnier, profesoară de literatură franceză la Liceul Henric al IV-lea din Paris, cu care are un fiu, Jean-Jacques (1980), absolvent al Școlii normale și al Școlii naționale de administrație, consilier al președintelui Republicii, François Hollande, care a devenit o figură iconică a tinerei generații din cabinetele ministeriale după ce poza lui a apărut pe coperta revistei L'Obs în februarie 2015. În martie 2016 Jean-Jacques Barberis a părăsit postul de consilier economic al instituției prezidențiale franceze pentru a se alătura Amundi, societatea de administrare a activelor de la Crédit agricole.

## Cărți publicate
- Aux sources de Balzac. Les romans de jeunesse, Les Bibliophiles de l'Originale, 1965.
- Balzac et le mal du siècle, contribution à une physiologie du monde moderne, t.I : une expérience de l'absurde, aliénations et prises de conscience 1799-1829, t.II De la prise de conscience à l'expression 1830-1833, Gallimard, 1970.
- Mythes balzaciens, Armand Colin 1971.
- Balzac, une mythologie réaliste, coll. Thèmes et textes, Larousse 1971.
- Le Père Goriot de Balzac, écriture, structure significations, coll. Thèmes et textes, Larousse 1971.
- Introduceri la: Les Paysans (Garnier Flammarion), La Cousine Bette, Splendeurs et misères des courtisanes (Folio), Le Médecin de campagne, Le Curé de village, César Birotteau, La Duchesse de Langeais, La Fille aux yeux d'or (LGF-Livre de poche).
- Le Monde de Balzac, Arthaud 1973, réédition Kimé 1999, coll.détours littéraires, (ISBN 2-84174-163-X).
- A la recherche d'une écriture : Chateaubriand, 1974.
- Chateaubriand, une réaction au monde moderne, Larousse, 1976, (ISBN 2030350311).
- Le Prince et le Marchand. Idéologiques : la littérature, l'histoire, Fayard, 1980,  (ISBN 2213008310).
- Sur Stendhal, Paris, Éditions sociales, 1982.
- Méthodes critiques pour l'analyse littéraire, ouvrage collectif avec : Daniel Bergez, Pierre-Marc de Biasi, Luc Fraisse, éditions Armand Colin, 2005.